# Der Dirigent
Der Dirigent ist ein polnischer Spielfilm aus dem Jahre 1980.

## Handlung
Marta ist eine polnische Violinistin und verbringt durch ein Stipendium drei Monate in New York. Dort wird sie durch ein Konzertplakat auf den legendären Dirigenten John Lasocki aufmerksam. Lasocki war vor Jahrzehnten aus Polen ausgewandert und war in Martas Mutter verliebt. Nach dem Konzert in New York sucht Marta Kontakt zu Lasocki und der kann sich sehr gut an seine Jugendzeit mit Martas Mutter erinnern. Lasocki lässt ein wichtiges Konzert in Paris ausfallen und kommt in die provinzielle Heimatstadt von Marta, um mit dem dortigen Orchester Beethovens 5. Sinfonie einzustudieren. Marta ist dort zweite Violinistin und ihr Ehemann Adam Pietryk der leitende Dirigent des Orchesters. Adam ist ehrgeizig, aber auch eifersüchtig. In der dreimonatigen Abwesenheit Martas hat er die Zeit mit Tochter Marysia verbracht und Briefkontakt mit Marta gehalten. Er ist verwundert darüber, dass sie nur über Lasocki und sonst nur Frauen etwas zu berichten hat. Er sieht es jetzt zwar als große Chance an, das Orchester auf die Arbeit mit Lasocki vorzubereiten, doch die Begegnung mit dem berühmten Dirigenten ist vor allem durch Eifersucht geprägt. Diese Eifersucht überträgt sich auch auf das Orchester. Adam behandelt das Orchester mit fast sadistischer Aggressivität, während Lasocki es fast zärtlich behandelt. Dies führt zur Auflehnung des Orchesters gegen Adam. Seine Beziehung zu Marta gerät durch diese Anspannung ebenfalls in eine schwere Krise.
Das Konzert rückt näher. Die Offiziellen der Stadt möchten das Konzert in eine in Bau befindliche Fabrikhalle verlegen, damit mehr Menschen das größte Ereignis in der Geschichte der Stadt verfolgen können. Das Fernsehen soll live übertragen. Ein Offizieller aus Warschau macht den Vorschlag, bessere Musiker aus der Hauptstadt hinzuziehen. Zunächst wehrt sich Adam dagegen. Als das Konzert jedoch näher rückt und das Orchester gegen Adam rebelliert, entscheidet sich Adam für die Hinzuziehung der Musiker aus Warschau. Zur ersten Probe in der Fabrikhalle betritt Lasocki das Podium, erkennt die fremden Musiker im Orchester und verlässt aufgebracht die Probe. Lasocki spaziert an dem gleichen Abend durch die Stadt und sieht eine riesige Schlange von Menschen, die auf die Öffnung der Kartenverkaufsstelle warten. Er setzt sich zu den Wartenden. Marta und Adam suchen ihn und finden ihn tot in der Schlange der Wartenden sitzend.

## Hintergrund
Der Film entstand nach Erzählungen und Interviews mit dem polnischen Dirigenten Andrzej Markowski. Das Ehepaar Marta und Adam werden von Krystyna Janda und Andrzej Seweryn gespielt, die zur damaligen Zeit auch privat ein Ehepaar waren. Ihre gemeinsame Tochter Maria Seweryn spielte auch im Film die kleine Tochter. Heute ist Maria Seweryn ebenfalls Schauspielerin.

## Kritiken
„Ein eindringliches psychologisches Kammerspiel, das meisterhaft kunsttheoretische Grundprobleme wie das Verhältnis zwischen Kunst und Gesellschaft reflektiert und über weite Strecken auch als eine indirekte Beleuchtung politisch-existentieller Fragen gesehen werden kann.“

„Wie Fellinis „Orchesterprobe“ läßt sich auch „Der Dirigent“ als Parabel verstehen, in der Wajda seine Erfahrungen mit staatlicher Willkür reflektiert. Doch darin erschöpft sich die Faszination dieses Filmes nicht. Er bleibt bis zum Ende vielschichtig: Symbolspiel, Reportage (Wajda arbeitet bevorzugt mit der beweglichen Handkamera) und, nicht zuletzt, eine Meditation über Professionalismus und Amateurhaftigkeit.“

## Auszeichnungen
Der Film lief im Wettbewerb der Berlinale 1980. Andrzej Seweryn wurde für seine Leistung als Dirigent Adam Pietryk mit dem Silbernen Bären als bester Schauspieler ausgezeichnet. Beim Filmfestival von San Sebastian im gleichen Jahr wurde der Film mit dem FIPRESCI-Preis und dem OCIC-Preis ausgezeichnet.